# Hubert Guyard
Hubert Guyard foi um ciclista francês que participava em competições de ciclismo de pista. Competiu representando França nos Jogos Olímpicos de Verão de 1928 em Amsterdã, onde terminou em quinto lugar na prova tandem.